# Cesare Maldini
Cesare Maldini (ur. 5 lutego 1932 w Trieście, zm. 3 kwietnia 2016 w Mediolanie) – włoski piłkarz i trener piłkarski. 

## Życiorys
W czasie kariery zawodniczej grał na pozycji środkowego obrońcy. Jako zawodnik przez wiele lat był kapitanem Milanu, z którym czterokrotnie zdobył mistrzostwo Włoch i raz – w 1963 roku – Puchar Mistrzów. Po zakończeniu piłkarskiej kariery pracował jako asystent, najpierw Nereo Rocco w Milanie, a później Enzo Bearzota w reprezentacji Włoch, która w tym czasie zwyciężyła w finałach mistrzostw świata. Przez dziesięć lat był selekcjonerem młodzieżowej drużyny narodowej. Trzykrotnie wygrywał z nią mistrzostwo Europy. W latach 1997–1998 był selekcjonerem „Squadra Azzurra”. Po odpadnięciu w ćwierćfinale Mundialu 1998 podał się do dymisji. Na kolejnych mistrzostwach prowadził reprezentację Paragwaju. Był ojcem Paola Maldiniego.

## Kariera piłkarska
Przez dwanaście lat był środkowym obrońcą i kapitanem Milanu, który pod koniec lat 50. prowadzony przez Nereo Rocca (z Trapattonim, Riverą, Ghezzim i Altafinim w składzie) nie miał sobie równych w Serie A. Ukoronowaniem kariery sportowej Maldiniego był występ na Mundialu 1962 roku z reprezentacją i, przede wszystkim, pierwsze w historii włoskiego futbolu zwycięstwo w Pucharze Europejskich Mistrzów Krajowych rok później. Maldini, jako kapitan „Rossonerich”, pierwszy wzniósł to trofeum i obok napastnika Altafiniego był jedynym piłkarzem Milanu, który grał we wszystkich meczach prowadzących do zwycięstwa, łącznie z finałem, w którym Włosi pokonali 2:1 Benfikę.
Karierę zakończył w wieku trzydziestu pięciu lat w AC Torino.

## Sukcesy piłkarskie
- mistrzostwo Włoch 1955, 1957, 1959 i 1962 oraz Puchar Mistrzów 1963 z Milanem

W reprezentacji Włoch od 1960 do 1963 roku rozegrał 14 meczów – start w Mundialu 1962 (faza grupowa).

## Kariera szkoleniowa
Po zakończeniu piłkarskiej kariery, przez cztery lata terminował u Rocca jako asystent. W tym czasie Milan dwukrotnie (w 1972 i 1973 roku) wygrywał w rozgrywkach o Puchar Włoch oraz w Pucharze Zdobywców Pucharów. Później przez krótki czas samodzielnie prowadził „Rossonerich”, a od 1974 do 1980 roku bez większych sukcesów uczył się zawodu w klubach niższych lig.
Na początku lat 80. rozpoczął pracę z reprezentacją Włoch. Jako asystent selekcjonera Enzo Bearzota uczestniczył w dwóch finałach mistrzostw świata – w Hiszpanii w 1982 roku i w Meksyku w 1986 roku. W tych pierwszych „Squadra Azurra”, w której grali wówczas czterdziestoletni Zoff, a także Bergomi, Cabrini, Scirea oraz Rossi, który został królem strzelców turnieju, zdobyła złoty medal. W 1986 roku, kiedy obrońcy trofeum przegrali w 1/8 finału z Francją, Bearzot ze swoim sztabem podał się do dymisji.
Wyłącznie na swoje konto pracował Maldini z reprezentacją młodzieżową. Jego dziesięcioletnia kadencja na stanowisku selekcjonera kadry U-21 obfitowała w wiele sukcesów. Maldini nie tylko trzy raz z rzędu zdobył mistrzostwo Europy, ale i wypromował wielu piłkarzy, którzy później decydowali o kształcie dorosłej reprezentacji. U niego pierwsze piłkarskie kroki stawiali m.in. Gianluigi Buffon, Christian Vieri, Alessandro Nesta, Alessandro Del Piero, Filippo Inzaghi, a także jego syn Paolo.
Pod koniec 1996 roku po zwolnieniu Arrigo Sacchiego 64-letni Maldini został „commissario tecnico” reprezentacji A. Niespełna dwa lata jego pracy zwieńczone zostały startem na Mundialu 1998. Droga do światowego czempionatu była dla Włochów kręta i trudna – mimo wyjazdowego zwycięstwa nad Anglią, drużyna sprowadzała na siebie krytykę włoskich dziennikarzy, którzy zarzucali jej nieciekawy i defensywny styl gry, poza tym w eliminacjach zdarzały jej się wpadki, takie jak remisy z Polską i Gruzją. „Squadra Azurra” awansowała dopiero po barażach (1:1 na wyjeździe, w Neapolu 1:0) z Rosją. Na turnieju, na który Maldini zdecydował się powołać dawno nie widzianego w reprezentacji Roberto Baggio, Włosi zajęli pierwsze miejsce w grupie (2:2 z Chile, 3:0 z Kamerunem i 2:1 z Austrią). W drugiej rundzie wygrali 1:0 z Norwegią, ale w ćwierćfinale nie sprostali przyszłym mistrzom świata Francuzom (0:0, w karnych 3:4). Po mistrzostwach Maldini podał się do dymisji.
Przez kolejne cztery lata pracował w Milanie jako szef sztabu wyszukującego młode talenty, z kilkutygodniowym epizodem na stanowisku pierwszego trenera, kiedy w czerwcu 2001 roku zastąpił zdymisjonowanego Alberto Zaccheroniego. Maldini prowadził „rossonierich” przez dziesięć ostatnich kolejek w sezonie 2000–2001.
Na początku 2002 roku Maldini, który od wielu lat pozostawał w cieniu życia futbolowego, otrzymał propozycję prowadzenia reprezentacji Paragwaju na Mundialu 2002. Jego podopiecznym udało się wyjść z grupy, jednak w 1/8 finału przegrali z przyszłymi wicemistrzami świata Niemcami 0:1. 70-letni Maldini był tym samym najstarszym selekcjonerem uczestniczącym w finałach mistrzostw świata.
Po tym turnieju powrócił do pracy w Mediolanie.

## Sukcesy szkoleniowe
- mistrzostwo Europy 1992, 1994 i 1996 z młodzieżową reprezentacją Włoch
- awans do Mundialu 1998 i start w tym turnieju (ćwierćfinał) z reprezentacją Włoch
- start (1/8 finału) w Mundialu 2002 z reprezentacją Paragwaju